# Kabinet-Sjahrir II
Het kabinet-Sjahrir II was een Indonesisch kabinet tijdens de Indonesische Onafhankelijkheidsoorlog. Het was het tweede kabinet van minister-president Soetan Sjahrir.
Het eerste kabinet van Sjahrir viel vanwege tegenwerkingen van communistische oppositieleider Tan Malaka van het Strijdfront (Persatuan Perjuangan). President Soekarno vroeg daarop aan Tan Malaka om een nieuw kabinet te vormen, maar dat mislukte. Soekarno en het Centraal Indonesisch Nationaal Comité vroegen daarop aan Sjahrir om opnieuw een kabinet te vormen, maar dit keer met een bredere coalitie. Naast de Socialistische Partij, de Indonesische Christelijke Partij (Parkindo) en de islamitische Masjoemi-partij, die het kabinet-Sjahrir I vormden, ging nu ook de Indonesische Nationale Partij (PNI) meedoen. De PNI leverde geen minister, maar alleen de onderminister van openbare werken, Herling Laoh.
Het kabinet-Sjahrir II viel omdat Sjahrir in juni 1946 werd ontvoerd door het Strijdfront. Zij waren van mening dat Sjahrir het ideaal van onafhankelijkheid ondermijnde door met de Nederlanders te onderhandelen. Soekarno nam de controle over de regering over op 28 juni, waardoor het kabinet de facto een presidentieel kabinet werd. Nadat Sjahrir weer vrij was gaf het Centraal Indonesisch Nationaal Comité in augustus opdracht tot de vorming van een nieuw parlementair kabinet. Sjahrir was opnieuw de formateur, maar hij kreeg dit keer minder vrijheid bij de keuze van de ministers. Na anderhalve maand van onderhandelingen begon het kabinet-Sjahrir III op 2 oktober 1946.

## Samenstelling
| Nr. | Ministerspost                           | Minister | Minister                                                                      | Partij    |
| --- | --------------------------------------- | -------- | ----------------------------------------------------------------------------- | --------- |
| 1   | Minister-President                      |          | Soetan Sjahrir                                                                | PS        |
| 2   | Buitenlandse Zaken                      |          | Soetan Sjahrir                                                                | PS        |
| 3   | Binnenlandse Zaken                      |          | Sudarsono                                                                     | PS        |
| 4   | Defensie                                |          | Amir Sjarifoeddin                                                             | PS en PKI |
| 5   | Justitie (rechterlijke macht)           |          | Soewandi (tot 22 juni 1946)                                                   |           |
| 6   | Informatie                              |          | Mohammad Natsir                                                               | Masjoemi  |
| 7   | Financiën                               |          | Soerachman Tjokroadisoerjo                                                    |           |
| 8   | Landbouw en Voorraden                   |          | Zainuddin Rasad (tot 26 juni 1946, overgenomen door de Minister van Welvaart) |           |
| 9   | Welvaart                                |          | Darmawan Mangoenkoesoemo                                                      |           |
| 10  | Transport                               |          | Abdulkarim                                                                    |           |
| 11  | Openbare Werken                         |          | Martinus Putuhena                                                             | Parkindo  |
| 12  | Sociale Zaken                           |          | Maria Ullfah Santoso                                                          |           |
| 13  | Onderwijs                               |          | Muhammad Sjafei                                                               |           |
| 14  | Godsdienst                              |          | Rasjidi                                                                       | Masjoemi  |
| 15  | Gezondheid                              |          | Darma Setiawan                                                                |           |
| 16  | Minister van Staat (voor jongerenzaken) |          | Wikana                                                                        |           |